# حمزه حكيم زاده نيازي
حمزه حكيم زاده نيازي (6 مارس 1889 – 18 مارس 1929)(بالأوزبكية: Ҳамза Ҳакимзода Ниёзий) كان مؤلفًا وملحنًا وكاتبًا مسرحيًا وشاعرًا وباحثًا وناشطًا سياسيًا أوزبكيًا. ينظر إلى نيازي إلى جانب غافور غولوم على أنهما أحد الشخصيات الرائدة في التطور المبكر للتقاليد الأدبية الأوزبكية الحديثة. يعتبر عمومًا أول كاتب مسرحي أوزبكي، ومؤسس الأشكال الموسيقية الأوزبكية الحديثة، وكذلك مؤسس الواقعية الاجتماعية الأوزبكية.
بالإضافة إلى الأوزبكية، تعلم نيازي العديد من اللغات الأخرى، بما في ذلك العربية والفارسية والروسية والتركية. تعاملت أعماله بشكل عام مع القضايا الاجتماعية مثل حقوق المرأة، وعدم المساواة الاجتماعية، وانتشار الخرافات. رُجم نيازي حتى الموت في بلدة شوهماردون، بتهمة القيام بأنشطة معادية للدين.
أصبح نيازي كاتبًا وطنيًا جمهورية أوزبكستان الاشتراكية السوفيتية في عام 1926. لتكريم ذكراه، أنشأت اللجنة المركزية للحزب الشيوعي الأوزبكي في عام 1967 جائزة حمزة لتكريم الإنجازات البارزة في الأدب والفنون والهندسة المعمارية. سمت العديد من المؤسسات في أوزبكستان باسمه، بما في ذلك محطة مترو طشقند وثلاثة مسارح، بالإضافة إلى العديد من المدارس والشوارع.